# Juegos Paralímpicos de Arnhem 1980
Los Juegos Paralímpicos de 1980 fueron las sesiones de Juegos Paralímpicos que se celebraron en Arnhem, Países Bajos, desde el 21 hasta el 30 de junio de 1980.

## Desarrollo
La Unión Soviética, sede de los Juegos Olímpicos de 1980, fue invitada a acoger estos Juegos Paralímpicos. Sin embargo, el deporte de la discapacidad todavía no estaba bien desarrollado allí, y pasaron; Notoriamente, se emitió una declaración negando la existencia de "inválidos" allí. Los equipos soviéticos paralímpicos fueron representados por primera vez en los Juegos de Verano e Invierno de 1988, el último mientras la Unión Soviética existía. Los primeros Juegos Paralímpicos en antiguo territorio soviético serían en 2014.

## Deportes
Los competidores fueron divididos en cuatro categorías de discapacidad: amputado, parálisis cerebral, con discapacidad visual y silla de ruedas. Era la primera vez que los atletas con parálisis cerebral compitieron en los Juegos Paralímpicos. Voleibol fue introducido en el programa como un nuevo deporte.
- Tiro con arco adaptado
- Atletismo adaptado
- Dartchery
- Golbol
- Bolos
- Tiro deportivo adaptado
- Natación adaptada
- Tenis de mesa adaptado
- Voleibol adaptado
- Halterofilia adaptada
- Baloncesto en silla de ruedas
- Esgrima en silla de ruedas
- Lucha Libre paralímpica

## Medallero
País organizador
| Núm. | País                      | Oro | Plata | Bronce | Total |
| ---- | ------------------------- | --- | ----- | ------ | ----- |
| 1    | Estados Unidos (USA)      | 75  | 66    | 54     | 195   |
| 2    | Polonia (POL)             | 75  | 50    | 52     | 177   |
| 3    | Alemania Occidental (FRG) | 68  | 48    | 46     | 162   |
| 4    | Canadá (CAN)              | 64  | 35    | 31     | 130   |
| 5    | Reino Unido (GBR)         | 47  | 32    | 21     | 100   |
| 6    | Países Bajos (NED)        | 33  | 31    | 36     | 100   |
| 7    | Suecia (SWE)              | 31  | 36    | 24     | 91    |
| 8    | Francia (FRA)             | 28  | 26    | 31     | 85    |
| 9    | México (MEX)              | 20  | 16    | 6      | 42    |
| 10   | Noruega (NOR)             | 15  | 13    | 8      | 36    |